# Beggars Banquet
Beggars Banquet (рус. Банкет нищих) — седьмой британский и девятый американский студийный альбом английской рок-группы The Rolling Stones, выпущенный в декабре 1968 года на London Records в США, и на Decca Records в Великобритании. Альбом ознаменовал возвращение группы к ритм-н-блюзовым корням.

## Список композиций
Все песни написаны Миком Джаггером и Китом Ричардсом, за исключением «Prodigal Son» Роберта Уилкинса. 
| №  | Название                 | Длительность |
| -- | ------------------------ | ------------ |
| 1. | «Sympathy for the Devil» | 6:18         |
| 2. | «No Expectations»        | 3:56         |
| 3. | «Dear Doctor»            | 3:22         |
| 4. | «Parachute Woman»        | 2:20         |
| 5. | «Jig-Saw Puzzle»         | 6:06         |

| №   | Название                        | Длительность |
| --- | ------------------------------- | ------------ |
| 6.  | «Street Fighting Man»           | 3:16         |
| 7.  | «Prodigal Son» (Роберт Уилкинс) | 2:51         |
| 8.  | «Stray Cat Blues»               | 4:38         |
| 9.  | «Factory Girl»                  | 2:09         |
| 10. | «Salt of the Earth»             | 4:48         |

## Участники записи
The Rolling Stones:
- Мик Джаггер — основной вокал, бэк-вокал, губная гармоника («Parachute Woman»)
- Кит Ричардс — акустическая гитара, электрогитара, слайд-гитара, бас-гитара («Sympathy for the Devil», «Street Fighting Man»), бэк-вокал, основной вокал (вступительная часть «Salt of the Earth»)
- Брайан Джонс — слайд-гитара («No Expectations»), меллотрон («Jigsaw Puzzle», «Stray Cat Blues»), губная гармоника («Dear Doctor», «Prodigal Son»), ситар и тамбура («Street Fighting Man»), бэк-вокал («Sympathy for the Devil»)
- Билл Уаймэн — бас-гитара, бэк-вокал и маракас («Sympathy for the Devil»)
- Чарли Уоттс — ударные, табла («Factory Girl»), бэк-вокал («Sympathy for the Devil»)

Приглашённые музыканты:
- Ники Хопкинс — пианино
- Рокки Дижон — конги («Sympathy for the Devil», «Stray Cat Blues», «Factory Girl»)
- Рик Греч — скрипка («Factory Girl»)
- Дэйв Мэйсон — меллотрон («Factory Girl»), шахнай («Street Fighting Man»)
- Джимми Миллер — бэк-вокал («Sympathy for the Devil»)
- Госпел-хор церкви Watts Street — бэк-вокал («Salt of the Earth»)

## Хит-парады
Альбом
| Год  | Хит-парад       | Позиция |
| ---- | --------------- | ------- |
| 1968 | UK Albums Chart | 3       |
| 1969 | Billboard 200   | 5       |

Синглы
| Год  | Сингл               | Хит-парад         | Позиция |
| ---- | ------------------- | ----------------- | ------- |
| 1968 | Street Fighting Man | Billboard Hot 100 | 48      |
| 1971 | Street Fighting Man | UK Top 40 Singles | 21      |